# Historique de la draft des 76ers de Philadelphie
Le tableau suivant établit l'historique des sélections de la draft des 76ers de Philadelphie, au sein de la National Basketball Association (NBA). 

## Légende
|  | Joueur intronisé au Basketball Hall of Fame          |
|  | Joueur sélectionné en premier choix lors de sa draft |
|  | Joueur ayant participé au NBA All-Star Game          |

## Sélections

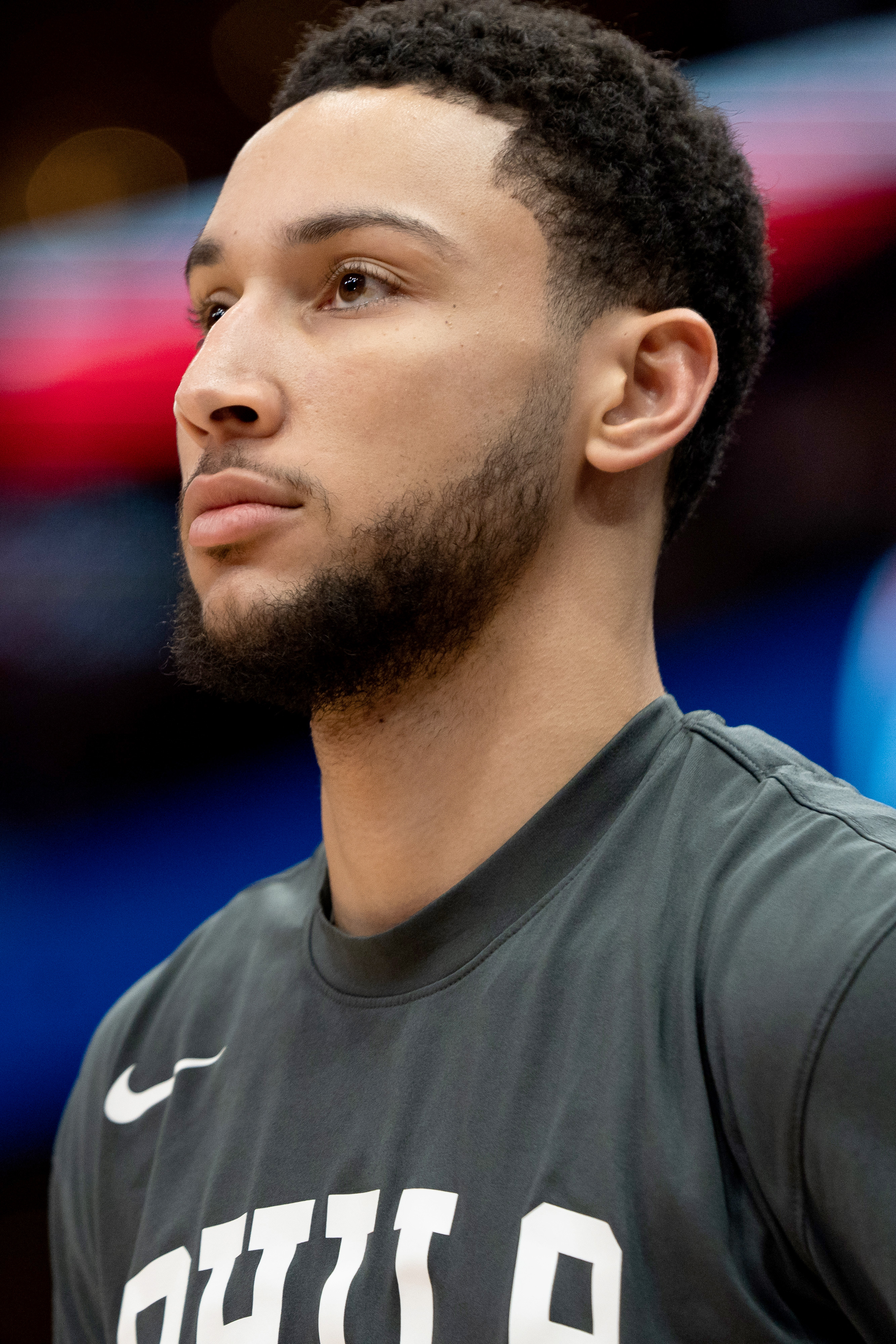
Ben Simmons, sélectionné en 2016.

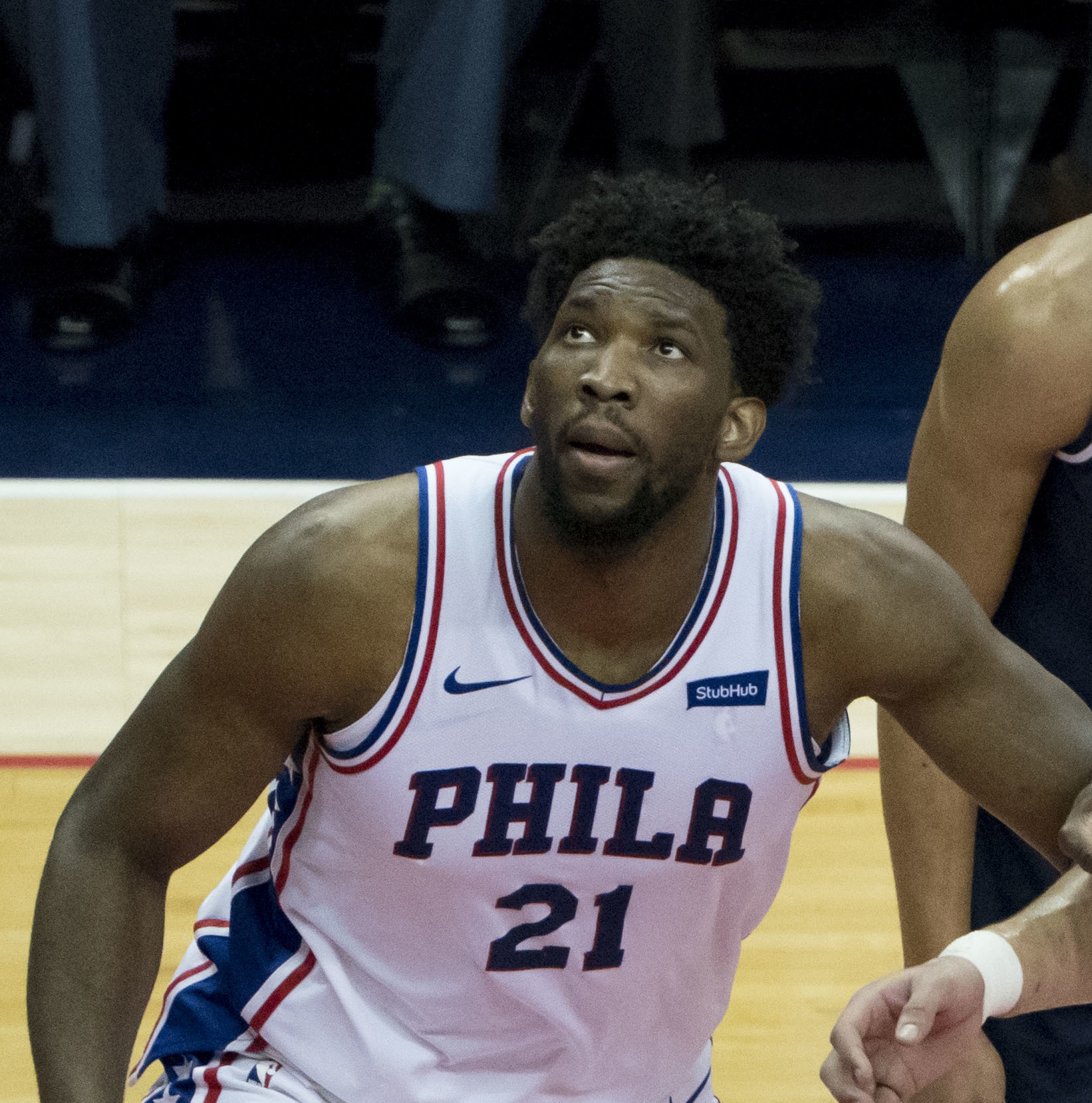
Joel Embiid, sélectionné en 1967.

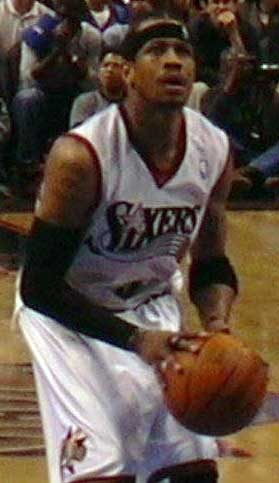
Allen Iverson, sélectionné en 2014.

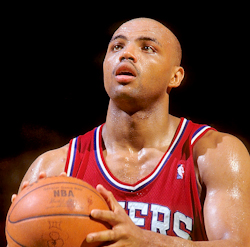
Charles Barkley, sélectionné en 1984.

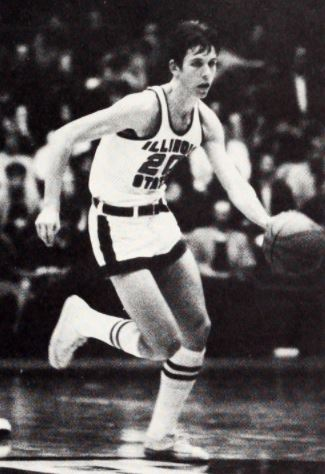
Doug Collins, sélectionné en 1973.

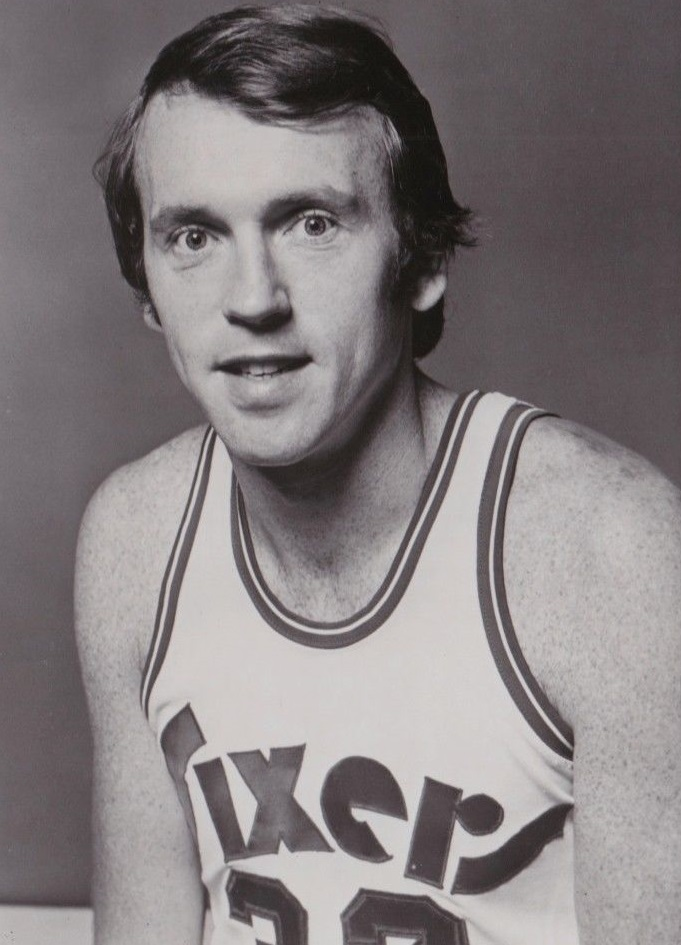
Billy Cunningham, sélectionné en 1965.

### 76ers de Philadelphie (1964-)
| Année | Tour | Choix | Nom du joueur           | Provenance                                       |
| ----- | ---- | ----- | ----------------------- | ------------------------------------------------ |
| 2024  | 1    | 16    | Jared McCain            | Blue Devils de Duke                              |
| 2022  | 1    | 23    | David Roddy             | Rams de Colorado State                           |
| 2022  | 2    | 41    | Adem Bona               | Bruins de l'UCLA                                 |
| 2021  | 1    | 28    | Jaden Springer          | Volunteers du Tennessee                          |
| 2021  | 2    | 50    | Filip Petrušev          | KK Mega Basket (Serbie)                          |
| 2021  | 2    | 53    | Charles Bassey          | Hilltoppers de Western Kentucky                  |
| 2020  | 1    | 21    | Tyrese Maxey            | Wildcats du Kentucky                             |
| 2020  | 2    | 34    | Théo Maledon            | ASVEL Lyon-Villeurbanne (France)                 |
| 2020  | 2    | 36    | Tyler Bey               | Buffaloes du Colorado                            |
| 2020  | 2    | 49    | Isaiah Joe              | Razorbacks de l'Arkansas                         |
| 2020  | 2    | 58    | Paul Reed               | Blue Demons de DePaul                            |
| 2019  | 1    | 24    | Ty Jerome               | Cavaliers de la Virginie                         |
| 2019  | 2    | 33    | Carsen Edwards          | Boilermakers de Purdue                           |
| 2019  | 2    | 34    | Bruno Fernando          | Terrapins du Maryland                            |
| 2019  | 2    | 42    | Admiral Schofield       | Volunteers du Tennessee                          |
| 2019  | 2    | 54    | Marial Shayok           | Cyclones d'Iowa State                            |
| 2018  | 1    | 10    | Mikal Bridges           | Université Villanova                             |
| 2018  | 1    | 26    | Landry Shamet           | Université d'État de Wichita                     |
| 2018  | 2    | 38    | Khyri Thomas            | Université Creighton                             |
| 2018  | 2    | 56    | Ray Spalding            | Université de Louisville                         |
| 2018  | 2    | 60    | Kostas Antetokounmpo    | Université de Dayton                             |
| 2017  | 1    | 1     | Markelle Fultz          | Université de Washington                         |
| 2017  | 2    | 36    | Jonah Bolden            | KK FMP (Serbie)                                  |
| 2017  | 2    | 39    | Jawun Evans             | Université d'État de l'Oklahoma                  |
| 2017  | 2    | 46    | Sterling Brown          | Université méthodiste du Sud                     |
| 2017  | 2    | 50    | Mathias Lessort         | Nanterre 92 (France)                             |
| 2016  | 1    | 1     | Ben Simmons             | Tigers de LSU                                    |
| 2016  | 1    | 24    | Timothé Luwawu-Cabarrot | KK Mega Bemax (Serbie)                           |
| 2016  | 1    | 26    | Furkan Korkmaz          | Anadolu Efes Spor Kulübü (Turquie)               |
| 2015  | 1    | 3     | Jahlil Okafor           | Blue Devils de Duke                              |
| 2015  | 2    | 35    | Guillermo Hernangómez   | Real Betis Baloncesto (Espagne)                  |
| 2015  | 2    | 37    | Richaun Holmes          | Falcons de Bowling Green                         |
| 2015  | 2    | 47    | Artūras Gudaitis        | Žalgiris Kaunas (Lituanie)                       |
| 2015  | 2    | 58    | J. P. Tokoto            | Tar Heels de la Caroline du Nord                 |
| 2015  | 2    | 60    | Luka Mitrović           | Étoile Rouge de Belgarde (Serbie)                |
| 2014  | 1    | 3     | Joel Embiid             | Jayhawks du Kansas                               |
| 2014  | 1    | 10    | Elfrid Payton           | Ragin' Cajuns de Louisiana                       |
| 2014  | 2    | 32    | K. J. McDaniels         | Tigers de Clemson                                |
| 2014  | 2    | 39    | Jerami Grant            | Orange de Syracuse                               |
| 2014  | 2    | 47    | Russ Smith              | Cardinals de Louisville                          |
| 2014  | 2    | 52    | Vasilije Micić          | KK Mega Bemax (Serbie)                           |
| 2014  | 2    | 54    | Nemanja Dangubić        | KK Mega Bemax (Serbie)                           |
| 2013  | 1    | 11    | Michael Carter-Williams | Orange de Syracuse                               |
| 2013  | 2    | 35    | Glen Rice, Jr.          | Yellow Jackets de Georgia Tech                   |
| 2013  | 2    | 42    | Pierre Jackson          | Bears de Baylor                                  |
| 2012  | 1    | 15    | Maurice Harkless        | Red Storm de Saint John                          |
| 2012  | 2    | 45    | Justin Hamilton         | Tigers de LSU                                    |
| 2012  | 2    | 54    | Tornike Shengelia       | Proximus Spirou Basket (Belgique)                |
| 2011  | 1    | 16    | Nikola Vučević          | Trojans d'USC                                    |
| 2011  | 2    | 50    | Lavoy Allen             | Owls de Temple                                   |
| 2010  | 1    | 2     | Evan Turner             | Buckeyes d'Ohio State                            |
| 2009  | 1    | 17    | Jrue Holiday            | Université de Californie                         |
| 2008  | 1    | 16    | Marreese Speights       | Université de Floride                            |
| 2007  | 1    | 12    | Thaddeus Young          | Georgia Institute of Technology                  |
| 2007  | 1    | 21    | Daequan Cook            | Université d'État de l'Ohio                      |
| 2007  | 1    | 30    | Petteri Koponen         | Espoon Honka (Finlande)                          |
| 2007  | 2    | 38    | Kyrylo Fesenko          | Cherkaski Mavpy (Ukraine)                        |
| 2006  | 1    | 13    | Thabo Sefolosha         | Pallacanestro Biella (Italie)                    |
| 2005  | 2    | 45    | Lou Williams            | South Gwinnett High School                       |
| 2004  | 1    | 9     | Andre Iguodala          | Université de l'Arizona                          |
| 2003  | 2    | 50    | Paccelis Morlende       | JDA Dijon Basket (France)                        |
| 2002  | 1    | 16    | Jiří Welsch             | KK Olimpija (Slovénie)                           |
| 2002  | 2    | 44    | Sam Clancy              | Université de Californie du Sud                  |
| 2001  | 1    | 26    | Samuel Dalembert        | Université Seton Hall                            |
| 2001  | 2    | 36    | Damone Brown            | Orange de Syracuse                               |
| 2001  | 2    | 56    | Ethan Sherwood          | Georgia Institute of Technology                  |
| 2000  | 1    | 20    | Speedy Claxton          | Université Hofstra                               |
| 2000  | 2    | 48    | Mark Karcher            | Université Temple                                |
| 1999  | 2    | 47    | Todd MacCulloch         | Université de Washington                         |
| 1998  | 1    | 8     | Larry Hughes            | Université de Saint-Louis                        |
| 1998  | 2    | 37    | Casey Shaw              | Université de Toledo                             |
| 1997  | 1    | 2     | Keith Van Horn          | Université de l'Utah                             |
| 1997  | 2    | 33    | Marko Milič             | KK Olimpija (Slovénie)                           |
| 1997  | 2    | 35    | Kebu Stewart            | California State University                      |
| 1997  | 2    | 36    | James Collins           | Université d'État de Floride                     |
| 1996  | 1    | 1     | Allen Iverson           | Université de Georgetown                         |
| 1996  | 2    | 31    | Mark Hendrickson        | Université d'État de Washington                  |
| 1996  | 2    | 32    | Ryan Minor              | Université de l'Oklahoma                         |
| 1996  | 2    | 48    | Jamie Feick             | Université d'État du Michigan                    |
| 1995  | 1    | 3     | Jerry Stackhouse        | Université de Caroline du Nord                   |
| 1994  | 1    | 6     | Sharone Wright          | Université de Clemson                            |
| 1994  | 1    | 20    | B. J. Tyler             | Université du Texas à Austin                     |
| 1994  | 2    | 33    | Derrick Alston          | Université Duquesne                              |
| 1993  | 1    | 2     | Shawn Bradley           | Université Brigham Young                         |
| 1993  | 2    | 32    | Alphonso Ford           | Université d'État de la Vallée du Mississippi    |
| 1992  | 1    | 9     | Clarence Weatherspoon   | Université du Mississippi                        |
| 1991  | 2    | 17    | Álvaro Teherán          | Université de Houston                            |
| 1990  | 2    | 44    | Brian Oliver            | Georgia Institute of Technology                  |
| 1990  | 2    | 47    | Derek Strong            | Université Xavier                                |
| 1989  | 1    | 19    | Kenny Payne             | University of Louisville                         |
| 1989  | 2    | 44    | Reggie Cross            | University of Hawaii                             |
| 1989  | 2    | 54    | Toney Mack              | University of Georgia                            |
| 1988  | 1    | 3     | Charles Smith (en)      | University of Pittsburgh                         |
| 1988  | 2    | 31    | Everette Stephens       | Purdue University                                |
| 1988  | 3    | 57    | Hernán Montenegro       | Louisiana State University                       |
| 1987  | 1    | 16    | Christian Welp          | University of Washington                         |
| 1987  | 2    | 39    | Vincent Askew           | University of Memphis                            |
| 1987  | 2    | 43    | Andrew Kennedy          | University of Virginia                           |
| 1987  | 3    | 57    | Hansi Gnad              | University of Alaska Anchorage                   |
| 1987  | 3    | 62    | Eric Riggins            | Rutgers University                               |
| 1987  | 4    | 85    | Brian Rahilly           | University of Tulsa                              |
| 1987  | 5    | 108   | Frank Ross              | American University                              |
| 1987  | 6    | 131   | Tracy Foster            | University of Alabama at Birmingham              |
| 1987  | 7    | 154   | Eric Semisch            | West Virginia University                         |
| 1986  | 2    | 44    | David Wingate           | Georgetown University                            |
| 1986  | 3    | 56    | Keith Colbert           | Virginia Tech                                    |
| 1986  | 3    | 67    | Ron Rowan               | St. John's University                            |
| 1986  | 4    | 90    | Wes Stallings           | East Tennessee State University                  |
| 1986  | 5    | 113   | Kevin Holmes            | DePaul University                                |
| 1986  | 6    | 136   | Andre McCloud           | Seton Hall University                            |
| 1986  | 7    | 159   | Dan Palombizio          | Ball State University                            |
| 1985  | 1    | 21    | Terry Catledge          | Jaguars de South Alabama                         |
| 1985  | 2    | 33    | Greg Stokes             | University of Iowa                               |
| 1985  | 2    | 44    | Voise Winters           | Bradley University                               |
| 1985  | 3    | 67    | Steve Black             | La Salle University                              |
| 1985  | 4    | 90    | Derrick Gervin          | University of Texas at San Antonio               |
| 1985  | 5    | 113   | Carl Wright             | Southern Methodist University                    |
| 1985  | 6    | 136   | Daryl Lloyd             | Drake University                                 |
| 1985  | 7    | 159   | Jaye Andrews            | Bucknell University                              |
| 1984  | 1    | 5     | Charles Barkley         | Auburn University                                |
| 1984  | 1    | 10    | Leon Wood               | California State University, Fullerton           |
| 1984  | 1    | 22    | Tom Sewell              | Lamar University                                 |
| 1984  | 3    | 48    | James Banks             | University of Georgia                            |
| 1984  | 3    | 68    | Butch Graves            | Yale University                                  |
| 1984  | 4    | 91    | Earl Harrison           | Morehead State University                        |
| 1984  | 5    | 114   | Dan Federman            | University of Tennessee                          |
| 1984  | 6    | 137   | Gary Springer           | Iona College                                     |
| 1984  | 7    | 160   | Rich Congo              | Drexel University                                |
| 1984  | 8    | 183   | Frank Dobbs             | Villanova University                             |
| 1984  | 9    | 205   | Michael Mitchell        | Drexel University                                |
| 1984  | 10   | 227   | Martin Clark            | Boston College                                   |
| 1983  | 1    | 17    | Leo Rautins             | Syracuse University                              |
| 1983  | 2    | 47    | Ken Lyons               | North Texas State University                     |
| 1983  | 3    | 64    | Claude Riley            | Texas A&M University                             |
| 1983  | 3    | 70    | Dan Ruland              | James Madison University                         |
| 1983  | 4    | 74    | Kalpatrick Wells        | Mississippi State University                     |
| 1983  | 4    | 93    | Craig Robinson          | Princeton University                             |
| 1983  | 5    | 116   | Mike Milligan           | Tennessee State University                       |
| 1983  | 6    | 139   | Sedale Threatt          | West Virginia University Institute of Technology |
| 1983  | 7    | 162   | Tony Bruin              | Syracuse University                              |
| 1983  | 8    | 184   | Gordon Austin           | American University                              |
| 1983  | 9    | 206   | Charles Fisher          | James Madison University                         |
| 1982  | 1    | 22    | Mark McNamara           | University of California                         |
| 1982  | 2    | 36    | J. J. Anderson          | Bradley University                               |
| 1982  | 2    | 45    | Russ Schoene            | University of Tennessee at Chattanooga           |
| 1982  | 3    | 68    | Dale Solomon            | Virginia Tech                                    |
| 1982  | 4    | 91    | Bruce Atkins            | Duquesne University                              |
| 1982  | 5    | 114   | Donald Mason            | California State University, Fresno              |
| 1982  | 6    | 137   | Kevin Boyle             | University of Iowa                               |
| 1982  | 7    | 160   | Keith Hilliard          | Missouri State University                        |
| 1982  | 8    | 183   | Donald Seals            | Jackson State University                         |
| 1982  | 9    | 204   | George Melton           | Cheyney University of Pennsylvania               |
| 1982  | 10   | 224   | Randy Burkert           | Drexel University                                |
| 1981  | 1    | 22    | Franklin Edwards        | Cleveland State University                       |
| 1981  | 2    | 46    | Vernon Smith            | Texas A&M University                             |
| 1981  | 3    | 68    | Ernest Graham           | University of Maryland, College Park             |
| 1981  | 4    | 92    | Rynn Wright             | Texas A&M University                             |
| 1981  | 5    | 114   | Steve Craig             | Brigham Young University                         |
| 1981  | 6    | 138   | Michael Thomas          | North Park University                            |
| 1981  | 7    | 160   | John Crawford           | University of Kansas                             |
| 1981  | 8    | 183   | Frank Gilroy            | St. John's University                            |
| 1981  | 9    | 202   | Ron Wister              | Temple University                                |
| 1981  | 10   | 223   | Pete Mullenberg         | University of Delaware                           |
| 1980  | 1    | 8     | Andrew Toney            | University of Louisiana at Lafayette             |
| 1980  | 1    | 21    | Monti Davis             | Tennessee State University                       |
| 1980  | 2    | 44    | Clyde Austin            | North Carolina State University                  |
| 1980  | 3    | 67    | Reggie Gaines           | Winston-Salem State University                   |
| 1980  | 4    | 85    | Billy Bryant            | Western Kentucky University                      |
| 1980  | 4    | 90    | Harold Hubbard          | Savannah State University                        |
| 1980  | 5    | 113   | Jim Swaney              | University of Toledo                             |
| 1980  | 6    | 136   | Donald Cooper           | Saint Augustine's College (North Carolina)       |
| 1980  | 7    | 159   | Richard Smith           | Weber State University                           |
| 1980  | 8    | 177   | Martin Lemelle          | Grambling State University                       |
| 1980  | 9    | 198   | Luke Griffin            | Saint Joseph's University                        |
| 1980  | 10   | 213   | Joe Hand                | King's College                                   |
| 1979  | 1    | 16    | Jim Spanarkel           | Duke University                                  |
| 1979  | 2    | 36    | Clint Richardson        | Seattle University                               |
| 1979  | 2    | 37    | Bernard Toone           | Marquette University                             |
| 1979  | 3    | 58    | Earl Cureton            | University of Detroit Mercy                      |
| 1979  | 4    | 83    | Mike Niles              | California State University, Fullerton           |
| 1979  | 5    | 103   | Carl McPipe             | University of Nebraska                           |
| 1979  | 6    | 123   | Dan Hartshorne          | University of Oregon                             |
| 1979  | 7    | 142   | Bobby Willis            | University of Pennsylvania                       |
| 1979  | 8    | 163   | Rick Raivio             | University of Portland                           |
| 1979  | 9    | 180   | Coby Leavitt            | University of Utah                               |
| 1979  | 10   | 198   | Keith McCord            | University of Alabama at Birmingham              |
| 1978  | 2    | 36    | Maurice Cheeks          | West Texas A&M University                        |
| 1978  | 2    | 43    | Glenn Hagan             | St. Bonaventure University                       |
| 1978  | 4    | 87    | Brett Vroman            | University of Nevada, Las Vegas                  |
| 1978  | 5    | 109   | Mark Haymoore           | University of Massachusetts Amherst              |
| 1978  | 6    | 130   | Osborne Lockhart        | University of Minnesota                          |
| 1978  | 7    | 151   | Anthony Murray          | University of Alabama                            |
| 1978  | 8    | 169   | Alan Cunningham         | Colorado State University                        |
| 1978  | 10   | 201   | Dennis James            | Widener University                               |
| 1977  | 1    | 20    | Glenn Mosley            | Seton Hall University                            |
| 1977  | 2    | 25    | Wilson Washington       | Old Dominion University                          |
| 1977  | 2    | 42    | Bob Elliott             | University of Arizona                            |
| 1977  | 2    | 43    | Herm Harris             | University of Arizona                            |
| 1977  | 3    | 64    | Arnold Dugger           | Oral Roberts University                          |
| 1977  | 4    | 86    | Jack Jones              | University of Utah                               |
| 1977  | 5    | 108   | Teko Wynder             | University of Tulsa                              |
| 1977  | 6    | 129   | George Gibson           | Winston-Salem State University                   |
| 1977  | 7    | 149   | Dennin Forest           | University of Nebraska Omaha                     |
| 1977  | 8    | 168   | John Olive              | Villanova University                             |
| 1976  | 1    | 12    | Terry Furlow            | Michigan State University                        |
| 1976  | 3    | 47    | Ron Norwood             | DePaul University                                |
| 1976  | 4    | 64    | Freeman Blade           | Montana State University Billings                |
| 1976  | 5    | 81    | Jeff Browne             | Missouri Western State College                   |
| 1976  | 6    | 99    | Mike Dunleavy Sr.       | University of South Carolina                     |
| 1976  | 7    | 117   | Phil Walker             | Millersville University of Pennsylvania          |
| 1976  | 8    | 135   | Lee Dixon               | Hardin–Simmons University                        |
| 1976  | 9    | 152   | Fly Williams            | Austin Peay State University                     |
| 1976  | 10   | 168   | Ed Stefanski            | University of Pennsylvania                       |
| 1975  | 1    | 5     | Darryl Dawkins          | Maynard Evans High School                        |
| 1975  | 2    | 23    | World B. Free           | Guilford College                                 |
| 1975  | 3    | 39    | Jimmie Baker            | University of Hawaii                             |
| 1975  | 3    | 41    | Charles Cleveland       | University of Alabama                            |
| 1975  | 4    | 59    | Louis Dunbar            | University of Houston                            |
| 1975  | 5    | 77    | Ken Tyler               | Gonzaga University                               |
| 1975  | 6    | 95    | Ken Alston              | Valdosta State University                        |
| 1975  | 7    | 113   | Mike Flynn              | University of Kentucky                           |
| 1975  | 8    | 131   | Freeman Blade           | Montana State University Billings                |
| 1975  | 9    | 148   | Larry Harralson         | Drake University                                 |
| 1975  | 10   | 164   | Rick Reed               | Azusa Pacific University                         |
| 1974  | 1    | 2     | Marvin Barnes           | Providence College                               |
| 1974  | 2    | 19    | Don Smith (en)          | University of Dayton                             |
| 1974  | 3    | 37    | Coniel Norman           | University of Arizona                            |
| 1974  | 3    | 42    | Harvey Catchings        | Hardin–Simmons University                        |
| 1974  | 4    | 55    | Butch Taylor            | Jacksonville University                          |
| 1974  | 5    | 73    | Gary Crowthers          | Hardin–Simmons University                        |
| 1974  | 6    | 91    | Mark Westra             | University of Southern California                |
| 1974  | 7    | 109   | Dave Stoczynski         | Gannon University                                |
| 1974  | 8    | 127   | Jimmy Powell            | Middle Tennessee State University                |
| 1974  | 9    | 145   | Perry Warbington        | Eagles de Georgia Southern                       |
| 1974  | 10   | 162   | Larry Witherspoon       | Towson University                                |
| 1973  | 1    | 1     | Doug Collins            | Illinois State University                        |
| 1973  | 1    | 18    | Raymond Lewis           | California State University, Los Angeles         |
| 1973  | 2    | 21    | Allan Bristow           | Virginia Tech                                    |
| 1973  | 2    | 22    | George McGinnis         | Indiana University                               |
| 1973  | 2    | 32    | Caldwell Jones          | Albany State University                          |
| 1973  | 4    | 53    | Darrel Minniefield      | University of New Mexico                         |
| 1973  | 5    | 70    | Reggie Royals           | Florida State University                         |
| 1973  | 6    | 87    | Sterling Wright         | Lincoln University (Pennsylvania)                |
| 1973  | 7    | 104   | James Greene            | Kentucky Wesleyan College                        |
| 1973  | 8    | 121   | Dave Langston           | Drake University                                 |
| 1973  | 9    | 138   | Harvey Catchings        | Hardin–Simmons University                        |
| 1973  | 10   | 152   | Abe Steward             | Jacksonville University                          |
| 1973  | 11   | 166   | Rod Freeman             | Vanderbilt University                            |
| 1973  | 12   | 175   | Connie Warren           | Xavier University                                |
| 1973  | 13   | 183   | Jim Crawford            | La Salle University                              |
| 1973  | 14   | 189   | Ernie Johnson           | University of Michigan                           |
| 1973  | 15   | 194   | Lionel Harris           | University of Cincinnati                         |
| 1973  | 16   | 199   | Larry Robinson          | University of Tennessee                          |
| 1973  | 17   | 203   | Tony Prince             | St. John's University                            |
| 1972  | 1    | 5     | Fred Boyd               | Oregon State University                          |
| 1972  | 3    | 36    | Charlie Tharpe          | Belhaven College                                 |
| 1972  | 4    | 52    | Marshall Wingate        | Niagara University                               |
| 1972  | 5    | 69    | Joe Bynes               | University of Arkansas at Pine Bluff             |
| 1972  | 6    | 85    | John Glover             | Wiley College                                    |
| 1972  | 7    | 103   | Curtis Pritchett        | Saint Augustine's College (NC)                   |
| 1972  | 8    | 118   | Jim Kopp                | Rockhurst University                             |
| 1972  | 9    | 135   | Rod Murray              | University of California, Los Angeles            |
| 1972  | 10   | 147   | Gary Watson             | University of Wisconsin–Madison                  |
| 1971  | 1    | 12    | Dana Lewis              | University of Tulsa                              |
| 1971  | 2    | 33    | Marvin Stewart          | University of Nebraska                           |
| 1971  | 3    | 46    | Dave Wohl               | University of Pennsylvania                       |
| 1971  | 4    | 63    | Erwin Johnson           | Augusta State University                         |
| 1971  | 5    | 80    | Richard Hood            | Phillips University                              |
| 1971  | 6    | 97    | Jake Jones (en)         | Assumption College                               |
| 1971  | 7    | 114   | Curtis Ford             | Northeastern State University                    |
| 1971  | 8    | 131   | Barry Yates             | University of Maryland, College Park             |
| 1971  | 9    | 147   | Tom Lee                 | University of Arizona                            |
| 1971  | 10   | 163   | Jim Dinwiddie           | University of Kentucky                           |
| 1971  | 11   | 178   | Dana Pagett             | University of Southern California                |
| 1971  | 12   | 191   | Ken Kowall              | Ohio University                                  |
| 1971  | 13   | 203   | Hank Commodore          | Northwestern Oklahoma State University           |
| 1970  | 1    | 12    | Al Henry                | University of Wisconsin–Madison                  |
| 1970  | 3    | 46    | Dennis Awtrey           | Santa Clara University                           |
| 1970  | 4    | 63    | Dan Crenshaw            | Alabama State University                         |
| 1970  | 5    | 80    | Perry Wallace           | Vanderbilt University                            |
| 1970  | 6    | 97    | Jerry Venable           | Kansas State University                          |
| 1970  | 7    | 114   | Carlton Poole           | Philadelphia University                          |
| 1970  | 8    | 131   | Fran O'Hanlon           | Villanova University                             |
| 1970  | 9    | 148   | Mike Hauer              | Saint Joseph's University                        |
| 1970  | 10   | 165   | Gordon Stiles           | American University                              |
| 1970  | 11   | 180   | David Whitley           | Tufts University                                 |
| 1969  | 1    | 13    | Bud Ogden (en)          | Santa Clara University                           |
| 1969  | 2    | 28    | Willie Taylor           | Le Moyne College                                 |
| 1969  | 3    | 42    | Mike Grosso             | University of Louisville                         |
| 1969  | 4    | 56    | Dave Scholz             | University of Illinois at Urbana–Champaign       |
| 1969  | 5    | 70    | Joe Cromer              | Temple University                                |
| 1969  | 6    | 84    | John Jones              | Villanova University                             |
| 1969  | 7    | 98    | Dave Hamilton           | West Virginia State University                   |
| 1969  | 8    | 112   | Jim Bowles              | Trinity University                               |
| 1969  | 9    | 126   | Larry Lewis             | Saint Francis University                         |
| 1969  | 10   | 140   | Bill Justus             | University of Tennessee                          |
| 1969  | 11   | 154   | Bruce Sloan             | University of Kansas                             |
| 1969  | 12   | 167   | Roland Taylor           | La Salle University                              |
| 1968  | 1    | 14    | Shaler Halimon          | Utah State University                            |
| 1968  | 5    | 62    | Larry Miller            | University of North Carolina                     |
| 1968  | 6    | 76    | Chuck Williams          | University of Colorado                           |
| 1968  | 7    | 90    | Bill Jones              | Fairfield University                             |
| 1968  | 8    | 104   | Melvin Jones            | Albany State University                          |
| 1968  | 9    | 118   | Clarence Brookins       | Temple University                                |
| 1968  | 10   | 132   | Greg Cisson             | Rider University                                 |
| 1968  | 11   | 145   | Bill Soens              | University of Miami                              |
| 1968  | 12   | 158   | Ted Campbell            | North Carolina A&T State University              |
| 1968  | 13   | 170   | Earl Seyfert            | Kansas State University                          |
| 1968  | 14   | 181   | Tom Youngdale           | Davidson College                                 |
| 1968  | 15   | 189   | George Mack             | North Carolina A&T State University              |
| 1968  | 16   | 197   | Joe Crews               | Villanova University                             |
| 1968  | 17   | 203   | Nate Ware               | Tennessee State University                       |
| 1967  | 1    | 12    | Craig Raymond           | Brigham Young University                         |
| 1967  | 5    | 53    | James Reid (en)         | Winston-Salem State University                   |
| 1967  | 6    | 65    | Tim Powers              | Creighton University                             |
| 1967  | 7    | 77    | Frank Card              | South Carolina State University                  |
| 1967  | 8    | 89    | Jim Conley              | University of Virginia                           |
| 1967  | 9    | 100   | Ron Filipek             | Tennessee Technological University               |
| 1967  | 10   | 111   | Butch Ervin             | Niagara University                               |
| 1967  | 11   | 121   | Ted Campbell            | North Carolina A&T State University              |
| 1967  | 12   | 131   | Hubie Marshall          | La Salle University                              |
| 1967  | 13   | 139   | George Mack             | North Carolina A&T State University              |
| 1967  | 14   | 145   | Wayne Brabender         | University of Minnesota Morris                   |
| 1967  | 15   | 151   | Sherman Dillard         | University of Tulsa                              |
| 1967  | 16   | 156   | Wayne Chapman           | Western Kentucky University                      |
| 1967  | 17   | 159   | Gary Paulk              | Oklahoma State University                        |
| 1966  | 1    | 9     | Matt Guokas             | Saint Joseph's University                        |
| 1966  | 2    | 19    | Bill Melchionni         | Villanova University                             |
| 1966  | 3    | 29    | Donnie Freeman          | University of Illinois at Urbana–Champaign       |
| 1966  | 4    | 39    | Ken Wilburn             | Central State University                         |
| 1966  | 5    | 49    | Tom Duff                | Saint Joseph's University                        |
| 1966  | 6    | 59    | Red Robbins             | University of Tennessee                          |
| 1966  | 9    | 83    | Pat Caldwell            | Rockhurst University                             |
| 1966  | 10   | 90    | Bob Bedell              | Stanford University                              |
| 1965  | 1    | 5     | Billy Cunningham        | University of North Carolina                     |
| 1965  | 2    | 13    | Jesse Branson           | Elon University                                  |
| 1965  | 3    | 22    | Bob Weiss               | Pennsylvania State University                    |
| 1965  | 4    | 31    | Hank Finkel             | University of Dayton                             |
| 1965  | 5    | 40    | Richie Moore            | Villanova University                             |
| 1965  | 6    | 49    | Mitch Edwards           | University of Texas–Pan American                 |
| 1965  | 7    | 57    | John Young              | Midwestern State University                      |
| 1965  | 8    | 65    | Bob Barnek              | St. Bonaventure University                       |
| 1965  | 9    | 71    | Gene West               | Drake University                                 |
| 1965  | 10   | 77    | Dean Church             | University of Louisiana at Lafayette             |
| 1965  | 11   | 83    | Curt Fromal             | La Salle University                              |
| 1965  | 12   | 89    | Dan Anderson            | Augsburg College                                 |
| 1965  | 13   | 94    | Rich Parks              | University of Tulsa                              |
| 1965  | 14   | 98    | Jack Morgenthal         | University of Houston                            |
| 1965  | 15   | 102   | James Pitts             | University of Georgia                            |
| 1965  | 16   | 106   | Larry Rafferty          | Fairfield University                             |
| 1964  | 1    | 4     | Lucious Jackson         | University of Texas–Pan American                 |
| 1964  | 2    | 11    | Ira Harge               | University of New Mexico                         |
| 1964  | 3    | 20    | Larry Jones             | University of Toledo                             |
| 1964  | 4    | 29    | Frank Corace            | La Salle University                              |
| 1964  | 5    | 38    | Lou Skurcenski (en)     | Westminster College (Pennsylvania)               |
| 1964  | 6    | 47    | Ricky Kaminsky          | Yale University                                  |
| 1964  | 7    | 56    | Gordon Hatton           | University of Dayton                             |
| 1964  | 8    | 65    | Bob Pelkington          | Xavier University                                |
| 1964  | 9    | 73    | Jim Brennan             | Clemson University                               |
| 1964  | 10   | 80    | Wally Briggs            | North Carolina A&T State University              |
| 1964  | 11   | 87    | Thomas Lowry            | West Virginia University                         |
| 1964  | 12   | 91    | Julius Myers            | Morris Brown College                             |

### Nationals de Syracuse (1950-1963)
| Année | Tour | Choix | Nom du joueur      | Provenance                                  |
| ----- | ---- | ----- | ------------------ | ------------------------------------------- |
| 1963  | 1    | 6     | Tom Hoover         | Université Villanova                        |
| 1963  | 2    | 15    | Hershell West      | Université d'État de Grambling              |
| 1963  | 3    | 24    | Jerry Greenspan    | Université du Maryland                      |
| 1963  | 4    | 33    | Ray Flynn          | Providence College                          |
| 1963  | 5    | 42    | Tony Cerkvenik     | Université d'État de l'Arizona              |
| 1963  | 6    | 51    | Vince Brewer       | Université d'État de l'Iowa                 |
| 1963  | 7    | 60    | Bill Brown         | Université d'Howard Payne                   |
| 1962  | 1    | 4     | Len Chappell       | Université de Wake Forest                   |
| 1962  | 2    | 12    | Chet Walker        | Université Bradley                          |
| 1962  | 3    | 21    | Porter Meriwether  | Université d'État du Tennessee              |
| 1962  | 4    | 30    | Bob McCully        | Université Saint-Bonaventure                |
| 1962  | 5    | 39    | John Windsor       | Université Stanford                         |
| 1962  | 6    | 48    | Larry Van Eman     | Université d'État de Wichita                |
| 1962  | 7    | 57    | Bob Sharpenter     | Université de Georgetown                    |
| 1962  | 8    | 65    | Jerry Harkness     | Université Loyola de Chicago                |
| 1962  | 9    | 74    | Vince Brewer       | Université d'État de l'Iowa                 |
| 1961  | 1    | 6     | Ben Warley         | Université d'État du Tennessee              |
| 1961  | 2    | 14    | Chris Smith        | Virginia Tech                               |
| 1961  | 3    | 28    | Chuck Osborne      | Université de Western Kentucky              |
| 1961  | 4    | 37    | Hank Whitney       | Université d'État de l'Iowa                 |
| 1961  | 5    | 46    | Don Jacobson       | Université du Dakota du Sud                 |
| 1961  | 6    | 55    | Billy Joe Price    | Université d'État du Nouveau-Mexique        |
| 1961  | 7    | 64    | Roger Newman       | Université du Kentucky                      |
| 1961  | 8    | 73    | Dave Mills         | Université de Seattle                       |
| 1961  | 9    | 81    | Rex Tippitt        | Université d'État de Grambling              |
| 1961  | 10   | 88    | Pete Chudy         | Université de Syracuse                      |
| 1961  | 11   | 96    | Dick Sammons       | Le Moyne College                            |
| 1960  | 1    | 5     | Lee Shaffer        | Université de Caroline du Nord              |
| 1960  | 2    | 13    | Wilbur Trosch      | Université de Saint Francis                 |
| 1960  | 3    | 21    | Joe Roberts        | Université d'État de l'Ohio                 |
| 1960  | 4    | 29    | Carl Cole          | Université d'Eastern Kentucky               |
| 1960  | 5    | 37    | Jim Mudd           | Université de North Texas                   |
| 1960  | 6    | 45    | Herschell Turner   | Université du Nebraska                      |
| 1960  | 7    | 53    | Bernie Kauffman    | Université du Kentucky                      |
| 1960  | 8    | 67    | Don Lynch          | Le Moyne College                            |
| 1960  | 9    | 67    | Bernie Findlay     | Université d'État de San Diego              |
| 1959  | 1    | 4     | Dick Barnett       | Université d'État du Tennessee              |
| 1959  | 2    | 11    | Bumper Tormohlen   | Université du Tennessee                     |
| 1959  | 3    | 19    | Jon Cincebox       | Université de Syracuse                      |
| 1959  | 4    | 27    | Paul Neumann       | Université Stanford                         |
| 1959  | 5    | 35    | Roger Taylor       | Université de l'Illinois à Urbana-Champaign |
| 1959  | 6    | 43    | Bob Dalton         | Université de Californie                    |
| 1959  | 7    | 51    | Darnell Haney      | Académie navale d'Annapolis                 |
| 1958  | 1    | 5     | Connie Dierking    | Université de Cincinnati                    |
| 1958  | 2    | 13    | Hal Greer          | Université Marshall                         |
| 1958  | 3    | 21    | John Nacincik      | Université du Maryland                      |
| 1958  | 4    | 29    | Tommy Kearns       | Université de Caroline du Nord              |
| 1958  | 5    | 37    | Fred Grim          | Université de l'Arkansas                    |
| 1958  | 6    | 45    | Jack Mimitz        | Université de Saint-Louis                   |
| 1958  | 7    | 53    | Pete Tillotson     | Université du Michigan                      |
| 1958  | 8    | 61    | Ruel Tucker        | Université de Rockhurst                     |
| 1957  | 1    | 7     | George Bon Salle   | Université de l'Illinois à Urbana-Champaign |
| 1957  | 2    | 15    | Jim Morgan         | Université de Louisville                    |
| 1957  | 3    | 23    | Vince Cohen        | Université de Syracuse                      |
| 1957  | 4    | 31    | Jerry Mallett      | Université Baylor                           |
| 1957  | 5    | 39    | Frank Nimmo        | Université de Cincinnati                    |
| 1957  | 6    | 47    | Lyndon Lee         | Université d'Oklahoma City                  |
| 1957  | 7    | 54    | Dick Gaines        | Université Seton Hall                       |
| 1957  | 8    | 61    | Cebe Prince        | Université Marshall                         |
| 1957  | 9    | 68    | Jim Brown          | Université de Syracuse                      |
| 1957  | 10   | 74    | Jack Nichols       | Université Colgate                          |
| 1957  | 12   | 81    | Jim Weeks          | New York                                    |
| 1956  | 1    | 5     | Joe Holup          | Université George-Washington                |
| 1956  |      |       | Forest Able        | Université de Western Kentucky              |
| 1956  |      |       | Willie Bergines    | Université de Virginie-Occidentale          |
| 1956  |      |       | Milt Graham        | Université Colgate                          |
| 1956  |      |       | Swede Halbrook     | Université d'État de l'Oregon               |
| 1956  |      |       | Bob Hopkins        | Université d'État de Grambling              |
| 1956  |      |       | Paul Judson        | Université de l'Illinois à Urbana-Champaign |
| 1956  |      |       | Dick Julio         | Université du Massachusetts                 |
| 1956  |      |       | Dick Kenyon        | Le Moyne College                            |
| 1956  |      |       | Jim McLaughlin     | Université de Saint-Louis                   |
| 1956  |      |       | Jim Ray            | Université de Toledo                        |
| 1956  |      |       | Jess Roh           | Université d'État de l'Idaho                |
| 1956  |      |       | Chuck Rolles       | Université Cornell                          |
| 1956  |      |       | Chester Webb       | Eagles de Georgia Southern                  |
| 1955  | 1    | 5     | Ed Conlin          | Université Fordham                          |
| 1955  | 2    | 14    | Don Schlundt       | Université de l'Indiana                     |
| 1955  | 3    | 21    | Jack Sallee        | Université de Dayton                        |
| 1955  | 4    | 30    | Frank Ehmann       | Université Northwestern                     |
| 1955  | 5    | 37    | Mal Duffy          | Université Saint-Bonaventure                |
| 1955  |      |       | Cliff Dwyer        | Université d'État de Caroline du Nord       |
| 1955  |      |       | Ed Galvin          | Université Loyola de La Nouvelle-Orléans    |
| 1955  |      |       | Stan Glowaski      | Université de Seattle                       |
| 1955  |      |       | Russ Lawler        | Université Stanford                         |
| 1955  |      |       | Marty Satalino     | Université de Saint John                    |
| 1955  |      |       | Ron Tomsic         | Université Stanford                         |
| 1954  | 1    | 6     | Red Kerr           | Université de l'Illinois à Urbana-Champaign |
| 1954  | 2    | 15    | Dick Farley        | Université de l'Indiana                     |
| 1954  | 3    | 24    | Jim Tucker         | Université Duquesne                         |
| 1954  | 4    | 33    | Don McLane         | Université Duquesne                         |
| 1954  | 5    | 42    | Paul Pottenburgh   | Siena College                               |
| 1954  | 6    | 51    | Norman Pott        | Wheaton College                             |
| 1954  | 7    | 60    | Gus Levett         | Marshall College                            |
| 1954  | 8    | 69    | Mel Besdin         | Université de Syracuse                      |
| 1954  | 9    | 77    | Fletcher Johnson   | Université Duquesne                         |
| 1954  | 10   | 86    | Jack Davidson      | Université de Californie                    |
| 1953  | 1    | 6     | Jim Neal           | Wofford College                             |
| 1953  |      |       | Al Bailey          | Université Duquesne                         |
| 1953  |      |       | Garrett Beshear    | Université d'État de Murray                 |
| 1953  |      |       | Glen Dille         | Université de Tulsa                         |
| 1953  |      |       | Joe Hughes         | Université de Denver                        |
| 1953  |      |       | Bill Hull          | Université d'État de l'Utah                 |
| 1953  |      |       | Bill Jenkins       | Le Moyne College                            |
| 1953  |      |       | Billy Kenville     | Université Saint-Bonaventure                |
| 1953  |      |       | Dick Knostman      | Université d'État du Kansas                 |
| 1953  |      |       | Andy McGowan       | Manhattan College                           |
| 1953  |      |       | Gerald Nappy       | Université de Georgetown                    |
| 1953  |      |       | Warren Shackelford | Université de Tulsa                         |
| 1952  | 1    | 7     | Bob Lochmueller    | Université de Louisville                    |
| 1952  |      |       | Jim Brasco         | Université de New York                      |
| 1952  |      |       | Bud Donnelly       | Université La Salle                         |
| 1952  |      |       | Jim Kennedy        | Université Duquesne                         |
| 1952  |      |       | Ken McBride        | University d'Eastern Shore du Maryland      |
| 1952  |      |       | Harry Moore        | Université de Virginie-Occidentale          |
| 1952  |      |       | Bob Roche          | Université de Syracuse                      |
| 1951  | 1    | 5     | John McConathy     | Université d'État Northwestern              |
| 1951  | 2    | 14    | Don Savage         | Le Moyne College                            |
| 1951  | 3    | 24    | Bato Govedarica    | Université DePaul                           |
| 1951  | 4    | 34    | Paul Horvath       | Université d'État de Caroline du Nord       |
| 1951  | 5    | 44    | Glen Anderson      | Université d'État du Colorado               |
| 1951  | 6    | 54    | Bob Wheeler        | Université de l'Idaho                       |
| 1951  | 7    | 64    | Roy Reardon        | Saint Francis College                       |
| 1951  | 8    | 74    | Tom Jockle         | Université de Syracuse                      |
| 1951  | 9    | 80    | Ray Kirkwasser     | Ithaca College                              |
| 1950  | 1    | 11    | Don Lofgran        | Université de San Francisco                 |
| 1950  | 2    |       | Gerry Calabrese    | Université de Saint John                    |
| 1950  | 3    |       | Stan Christie      | Université de Californie du Sud             |
| 1950  | 4    |       | Paul Merchant      | Université de l'Oklahoma                    |
| 1950  | 5    |       | Paul Hickey        | Université de Denver                        |
| 1950  | 6    |       | Mack Suprunowicz   | Université du Michigan                      |
| 1950  | 7    |       | Lou Arko           | Université d'Akron                          |
| 1950  | 8    |       | Bob Healey         | Université de Géorgie                       |
| 1950  | 9    |       | Bob Savage         | Université de Syracuse                      |
| 1950  | 10   |       | Glenn Wilkes       | Université de Mercer                        |